# Palura inornata
Palura inornata là một loài bướm đêm trong họ Noctuidae.